# Heinrich Hoerle
Heinrich Hoerle (ur. 1 września 1895 w Kolonii, zm. 7 lipca 1936 tamże) – niemiecki malarz i rysownik.
W 1924 wraz z Franzem Seiwertem założył w Kolonii Grupę Artystów Postępowych. W twórczości próbował połączyć socjalistyczne ideały z figuratywnym konstruktywizmem. Związany był też z Nową Rzeczowością. Bohaterami jego obrazów byli ludzie, którzy pod wpływem pracy w fabrykach ulegli transformacjom i przypominali inwalidów. Namalował również kilka apolitycznych obrazów surrealistycznych.